# Deutsche Leichtathletik-Meisterschaften 2007
Die 107. Deutschen Leichtathletik-Meisterschaften wurden am 21. und 22. Juli 2007 im Erfurter Steigerwaldstadion ausgetragen.

## Ausgelagerte Wettbewerbe
Wie in den Jahren zuvor gab es zahlreiche ausgelagerte Disziplinen mit Austragungen zu anderen Terminen an anderen Orten, hier eine chronologische Auflistung:
- Crossläufe – Ohrdruf, 10. März, Frauen mit Einzel-/Teamwertung sowie Mittel- / Langstrecke (Männer) mit Einzel-/Teamwertungen[2]
- 100-km-Straßenlauf – Kienbaum (Grünheide), 24. März mit Einzelwertungen für Frauen und Männer sowie Mannschaftswertung für Männer[3]
- 50-km-Gehen (Männer) – Zittau, 21. April[4]
- 10.000-Meter-Läufe (Frauen und Männer) sowie Langstaffeln, 3 × 800 m (Frauen) / 3 × 1000 m (Männer) – Zeulenroda, 5. Mai[5]
- Marathonlauf – im Rahmen des Gutenberg-Marathons in Mainz, 6. Mai mit Einzel- / Mannschaftswertungen für Frauen und Männer[6]
- 20-km-Gehen – Hildesheim, 10. Juni mit Einzel- / Mannschaftswertungen für Frauen und Männer[7]
- Berglauf – Müllheim, 10. Juni mit Einzel- / Mannschaftswertungen für Frauen und Männer[8]
- Halbmarathon – Bad Liebenzell, 2. September mit Einzel- / Mannschaftswertungen für Frauen und Männer[9]
- Mehrkämpfe – Vaterstetten, 8./9. September mit Einzel- / Mannschaftswertungen für Frauen und Männer[10]
- 10-km-Straßenlauf – Mannheim, 15. September mit Einzel- / Mannschaftswertungen für Frauen und Männer[11]

## Übersichten
Die folgenden Übersichten fassen die Medaillengewinner und -gewinnerinnen zusammen. Eine ausführlichere Übersicht mit den jeweils ersten acht in den einzelnen Disziplinen findet sich unter dem Link Deutsche Leichtathletik-Meisterschaften 2007/Resultate.

## Medaillengewinner Männer
| Disziplin                                   | Gold                                                                               | Leistung       | Silber                                                                            | Leistung       | Bronze                                                                                 | Leistung                          |
| ------------------------------------------- | ---------------------------------------------------------------------------------- | -------------- | --------------------------------------------------------------------------------- | -------------- | -------------------------------------------------------------------------------------- | --------------------------------- |
| 100 m (Wind: +0,3)                          | Alexander Kosenkow (TV Wattenscheid 01)                                            | 10,35 s00      | Ronny Ostwald (TV Wattenscheid 01)                                                | 10,37 s00      | Marius Broening (LAV Asics Tübingen)                                                   | 10,41 s00                         |
| 200 m (Wind: −0,7)                          | Daniel Schnelting (LAZ Rhede)                                                      | 20,88 s00      | Alexander Kosenkow (TV Wattenscheid 01)                                           | 21,04 s00      | Till Helmke (TSV Friedberg-Fauerbach)                                                  | 21,06 s00                         |
| 400 m                                       | Bastian Swillims (TV Wattenscheid 01)                                              | 46,21 s00      | Kamghe Gaba (LG Eintracht Frankfurt)                                              | 46,59 s00      | Ingo Schultz (TSV Bayer 04 Leverkusen)                                                 | 46,66 s00                         |
| 800 m                                       | Moritz Höft (LG Nord Berlin)                                                       | 1:48,30 min    | René Herms (LG Braunschweig)                                                      | 1:48,61 min    | Martin Conrad (SC Potsdam)                                                             | 1:48,66 min                       |
| 1500 m                                      | Carsten Schlangen (LG Nord Berlin)                                                 | 3:41,95 min    | Franek Haschke (LG Nord Berlin)                                                   | 3:43,32 min    | Wolfram Müller (LG Asics Pirna)                                                        | 3:43,74 min                       |
| 5000 m                                      | Arne Gabius (LAV Asics Tübingen)                                                   | 14:03,97 min   | André Pollmächer (LAC Erdgas Chemnitz)                                            | 14:04,24 min   | Christian Glatting (TV Wattenscheid 01)                                                | 14:07,24 min                      |
| 10.000 m                                    | Jan Fitschen (TV Wattenscheid 01)                                                  | 29:17,30 min   | Zelalem Martel (LG Neckar-Enz)                                                    | 29:22,39 min   | Christian Glatting (TV Wattenscheid 01)                                                | 29:22,89 min                      |
| 10-km-Straßenlauf                           | Alexander Lubina (TV Wattenscheid)                                                 | 29:24 min00    | Carsten Eich (Rhein-Marathon Düsseldorf)                                          | 29:34 min00    | Embaye Hedrit (LG Braunschweig)                                                        | 29:47 min00                       |
| 10-km-Straßenlauf, Mannschaftswertung       | LG PassauRichard Friedrich Stefan Hohberger Martin Friedrich                       | 1:32:52 h0000  | Post-Sport Telekom TrierCarlo Schuff Marc-André Kowalinski Thorsten Baumeister    | 1:33:07 h0000  | LG BraunschweigEmbaye Hedrit Georg Diettrich Matthias Strotmann                        | 1:33:32 h0000                     |
| Halbmarathon                                | Stefan Koch (TV Wattenscheid 01)                                                   | 1:03:35 h0000  | Alexander Lubina (TV Wattenscheid 01)                                             | 1:04:20 h0000  | Embaye Hedrit (LG Braunschweig)                                                        | 1:05:23 h0000                     |
| Halbmarathon, Mannschaftswertung            | TV Wattenscheid 01Stefan Koch Alexander Lubina Manuel Meyer                        | 3:14:58 h0000  | LG BraunschweigEmbaye Hedrit Vitali Müller Georg Diettrich                        | 3:21:47 h0000  | TH Laufclub ErfurtChristian Seiler Christian Biele Arne Leipziger                      | 3:25:11 h0000                     |
| Marathon                                    | Philipp Büttner (TSV Friedberg-Fauerbach)                                          | 2:20:27 h0000  | Tobias Elting (TSV Eltingen/Leonberg)                                             | 2:25:51 h0000  | Daniel Pickl (LG Rupertiwinkel/Anger)                                                  | 2:27:46 h0000                     |
| Marathon, Mannschaftswertung                | TSV Friedberg-FauerbachPhilipp Büttner Marco Diehl Gerald Baudek                   | 7:39:25 h0000  | SSG KönigswinterNorbert Müller Rudolf Paulus (Sportler) Hermann Ulrich            | 7:51:55 h0000  | TSV Schloß RicklingenUwe Linke Jörg Bergstedt Hans Peter Wollny                        | 8:06:53 h0000                     |
| 100-km-Straßenlauf                          | Michael Sommer (Eichenkreuz Schwaikheim)                                           | 6:56:15 h0000  | Jörg Hooß (LTF Marpingen)                                                         | 6:59:03 h0000  | Christian Grundner (SG Neukirchen-Hülchrath)                                           | 7:27:07 h0000                     |
| 100-km-Straßenlauf, Mannschaftswertung      | SG Neukirchen-HülchrathChristian Grundner Bernd Juckel Stefan Weigelt              | 23:17:01 h0000 | Eichenkreuz SchwaikheimMichael Sommer Armin Härle Jochen Höschele                 | 23:28:58 h0000 | TV Jahn KemptenThomas Miksch Matthias Dippacher Gerald Blumrich                        | 24:04:01 h0000                    |
| 110 m Hürden (Wind: −0,5)                   | Thomas Blaschek (LAZ Leipzig)                                                      | 13,59 s00      | Paul Dittmer (MTV Hanstedt)                                                       | 13,86 s00      | Alexander John (LAZ Leipzig)                                                           | 13,87 s00                         |
| 400 m Hürden                                | Thomas Goller (TV Wattenscheid 01)                                                 | 50,97 s00      | Michael Pfaff (OSC Berlin)                                                        | 51,59 s00      | Adrian Schürmann (LG Porta Westfalica)                                                 | 51,87 s00                         |
| 3000 m Hindernis                            | Filmon Ghirmai (LAV Asics Tübingen)                                                | 8:39,35 min    | Norbert Löwa (LG Nord Berlin)                                                     | 8:45,95 min    | Christian Biele (TH Laufclub Erfurt)                                                   | 8:47,03 min                       |
| 4 × 100 m Staffel                           | TV Wattenscheid 01Jan-Christopher Schulte Marc Blume Sebastian Ernst Ronny Ostwald | 39,54 s00      | TSV Friedberg-FauerbachFlorian Schwalm Till Helmke Nils Müller Sebastian Schäfer  | 39,96 s00      | TV GladbeckPeter Pyzera Matthias Bos Kevin Sellke Florian Lamers                       | 40,38 s00                         |
| 4 × 400 m Staffel                           | LG Eintracht FrankfurtTilo Ruch Sebastian Gatzka Stefan Kuhlee Kamghe Gaba         | 3:09,08 min    | TV Wattenscheid 01Henning Hackelbusch Thomas Goller Moritz Cleve Bastian Swillims | 3:09,11 min    | TSV Friedberg-FauerbachChristian Klein Florian Schwalm Sebastian Schäfer Niklas Zender | 3:09,79 min                       |
| 3 × 1000-m-Staffel                          | LG Nord Berlin IJonas Stifel Carsten Schlangen Franek Haschke                      | 7:07,27 min    | TH Laufclub ErfurtAndreas Freimann Stefan Eberhardt Sebastian Keiner              | 7:13,83 min    | LG Nord Berlin IIMoritz Höft Merlin Rose Falko Zauber                                  | 7:14,82 min                       |
| 10.000-m-Bahngehen                          | André Höhne (SCC Berlin)                                                           | 40:08,71 min   | Michael Krause (LG Offenburg)                                                     | 40:59,87 min   | Jan Albrecht (Apoldaer LV 90)                                                          | 41:13,70 min                      |
| 20-km-Gehen                                 | André Höhne (SCC Berlin)                                                           | 1:24:40 h0000  | Michael Krause (LG Offenburg)                                                     | 1:27:15 h0000  | Jan Albrecht (Apoldaer LV 90)                                                          | 1:31:47 h0000                     |
| 20-km-Gehen, Mannschaftswertung             | Freizeitsportverein KöthenMichael Schneider Steffen Borsch Dick Gnauck             | 5:07:33 h0000  | LAC Quelle Fürth/MünchenDenis Franke Alfons Schwarz Erhard Wolf                   | 5:57:21 h0000  | nur 2 Mannschaften in der Wertung                                                      | nur 2 Mannschaften in der Wertung |
| 50-km-Gehen                                 | Maik Berger (SC Potsdam)                                                           | 3:54:24 h0000  | Helmut Prieler (SpVgg. Niederaichbach)                                            | 4:56:15 h0000  | nur 2 deutsche Geher im Ziel                                                           |                                   |
| Hochsprung                                  | Benjamin Lauckner (LAC Erdgas Chemnitz)                                            | 2,26 m         | Matthias Haverney (SC Magdeburg)                                                  | 2,23 m         | Sebastian Kneifel (TSV Bayer 04 Leverkusen)                                            | 2,14 m                            |
| Stabhochsprung                              | Danny Ecker (TSV Bayer 04 Leverkusen)                                              | 5,70 m         | Björn Otto (LAV Bayer Uerdingen/Dormagen)                                         | 5,70 m         | Alexander Straub (LG Filstal)                                                          | 5,50 m                            |
| Weitsprung                                  | Christian Reif (ABC Ludwigshafen)                                                  | 8,08 m         | Peter Rapp (LAV Asics Tübingen)                                                   | 7,74 m         | Kofi Amoah Prah (LG Nike Berlin)                                                       | 7,70 m                            |
| Dreisprung                                  | Andreas Pohle (ASV Erfurt)                                                         | 16,65 m        | Thomas Moede (LAC Berlin)                                                         | 16,34 m        | Michael Höllwarth (Sportler) (LC Friedrichshafen)                                      | 15,29 m                           |
| Kugelstoßen                                 | Peter Sack (LAZ Leipzig)                                                           | 20,68 m        | Ralf Bartels (SC Neubrandenburg)                                                  | 20,38 m        | Marco Schmidt (VfL Sindelfingen)                                                       | 19,41 m                           |
| Diskuswurf                                  | Robert Harting (SCC Berlin)                                                        | 63,79 m        | Michael Möllenbeck (TV Wattenscheid 01)                                           | 60,42 m        | Heinrich Seitz (LG Eintracht Frankfurt)                                                | 57,65 m                           |
| Hammerwurf                                  | Markus Esser (TSV Bayer 04 Leverkusen)                                             | 78,48 m        | Karsten Kobs (ASC 09 Dortmund)                                                    | 75,61 m        | Jens Rautenkranz (USC Mainz)                                                           | 74,62 m                           |
| Speerwurf                                   | Stephan Steding (Hannover 96)                                                      | 80,44 m        | Stefan Wenk (VfL Sindelfingen)                                                    | 79,40 m        | Christian Nicolay (TV Wattenscheid 01)                                                 | 79,36 m                           |
| Zehnkampf                                   | Lars Albert (LAC 1992 Elm)                                                         | 7679 P         | Steffen Fricke (VfB Germania Halberstadt)                                         | 7435 P         | Christopher Hallmann (SG TSV Kronshagen/Kieler TB)                                     | 7375 P                            |
| Zehnkampf, Mannschaftswertung               | TV Wattenscheid 01Nils Büker Dominique Eleyth Moritz Cleve                         | 20.760 P       | Ettlinger SVUwe Büchele Philipp Grimm Michael Janus                               | 20.178 P       | TV NordenStefan Küter Maximilian Pasenau Paul Thielecke-Klein                          | 19.838 P                          |
| Crosslauf Mittelstrecke – 3,8 km            | Wolfram Müller (LG Asics Pirna)                                                    | 11:21 min00    | Jonas Stifel (LG Nord Berlin)                                                     | 11:23 min00    | Carsten Schlangen (LG Nord Berlin)                                                     | 11:30 min00                       |
| Crosslauf Mittelstrecke, Mannschaftswertung | LG Nord BerlinJonas Stifel Carsten Schlangen Norbert Löwa                          | Pl.-Ziff. 9    | LAZ LeipzigMichael Schering Torsten Grube Volker Fritzsch                         | Pl.-Ziff. 41   | LG Olympia DortmundAnsgar Varnhagen Christophe Chayriguet Marc Pähler                  | Pl.-Ziff. 42                      |
| Crosslauf Langstrecke – 9,8 km              | Stephan Hohl (TV Huchenfeld)                                                       | 28:53 min00    | Thomas Greger (TV Hatzenbühl)                                                     | 29:16 min00    | Embaye Hedrit (LG Braunschweig)                                                        | 29:25 min00                       |
| Crosslauf Langstrecke, Mannschaftswertung   | LG BraunschweigEmbaye Hedrit Vitali Müller Georg Diettrich                         | Pl.-Ziff. 39   | LG PassauRichard Friedrich Stefan Hohberger Christian Dirscherl                   | Pl.-Ziff. 43   | SG TSV Kronshagen/Kieler TBSteffen Uliczka Sören Lindner Sebastian Weiß                | Pl.-Ziff. 50                      |
| Berglauf – 10,5 km                          | Thomas Greger (TV Hatzenbühl)                                                      | 44:59,10 min   | Carlo Schuff (Post-Sport Telekom Trier)                                           | 45:34,75 min   | Timo Zeiler (TSV Trochtelfingen)                                                       | 46:15,80 min                      |
| Berglauf, Mannschaftswertung                | TV HatzenbühlThomas Greger Christoph Fuhrbach Hans-Jörg Dörr                       | 2:27:23,97 h00 | USC FreiburgMarkus Jenne Dominik Ulrich Gerhard Kelter                            | 2:29:01,69 h00 | TuS HeltersbergMatthias Hecktor Tom Heuer Udo Bölts                                    | 2:30:06,80 h00                    |

## Medaillengewinner Frauen

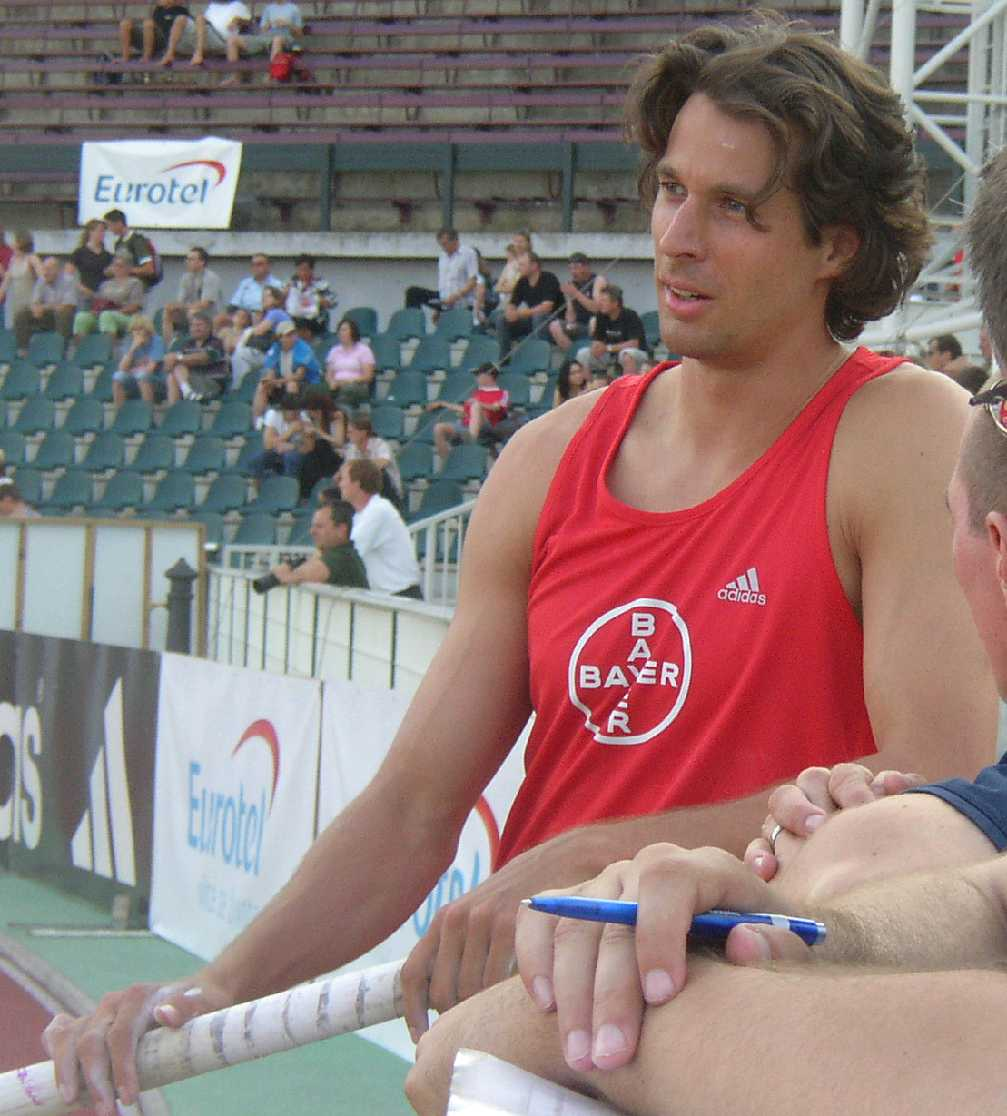
Deutscher Meister 2007 im Stabhochsprung: Danny Ecker

| Disziplin                             | Gold                                                                                     | Leistung       | Silber                                                                         | Leistung         | Bronze                                                                                     | Leistung       |
| ------------------------------------- | ---------------------------------------------------------------------------------------- | -------------- | ------------------------------------------------------------------------------ | ---------------- | ------------------------------------------------------------------------------------------ | -------------- |
| 100 m (Wind: +0,1)                    | Verena Sailer (LAC Quelle Fürth/München)                                                 | 11,39 s00      | Cathleen Tschirch (LG Weserbergland)                                           | 11,47 s00        | Katja Wakan (TV Wattenscheid 01)                                                           | 11,48 s00      |
| 200 m (Wind: +0,5)                    | Cathleen Tschirch (LG Weserbergland)                                                     | 23,07 s00      | Johanna Kedzierski (MTG Mannheim)                                              | 23,47 s00        | Sandra Möller (TV Wattenscheid 01)                                                         | 23,84 s00      |
| 400 m                                 | Claudia Hoffmann (SC Potsdam)                                                            | 52,70 s00      | Janin Lindenberg (LG Nike Berlin)                                              | 53,32 s00        | Jana Neubert (LAC Erdgas Chemnitz)                                                         | 53,65 s00      |
| 800 m                                 | Monika Gradzki (TV Wattenscheid 01)                                                      | 2:04,97 min    | Janina Goldfuß (TV Wattenscheid 01)                                            | 2:06,46 min      | Agata Strausa (SC Potsdam)                                                                 | 2:06,69 min    |
| 1500 m                                | Antje Möldner (SC Potsdam)                                                               | 4:16,12 min    | Katrin Trauth (SC Potsdam)                                                     | 4:22,23 min      | Denise Krebs (TSG 1845 Heilbronn)                                                          | 4:23,60 min    |
| 5000 m                                | Sabrina Mockenhaupt (Kölner Verein für Marathon)                                         | 15:23,71 min   | Simret Restle (LG Eintracht Frankfurt)                                         | 16:11,11 min     | Melanie Kraus (TSV Bayer 04 Leverkusen)                                                    | 16:14,79 min   |
| 10.000 m                              | Sabrina Mockenhaupt (Kölner Verein für Marathon)                                         | 31:56,09 min   | Irina Mikitenko (TV Wattenscheid 01)                                           | 32:42,95 min     | Simret Restle (LG Eintracht Frankfurt)                                                     | 34:05,56 min   |
| 10-km-Straßenlauf                     | Irina Mikitenko (TV Wattenscheid)                                                        | 32:34 min00    | Simret Restle (LG Eintracht Frankfurt)                                         | 33:46 min00      | Susanne Hahn (SV Schlau.com Saar 05 Saarbrücken)                                           | 33:49 min00    |
| 10-km-Straßenlauf, Mannschaftswertung | TV Wattenscheid 01Irina Mikitenko Birte Bultmann Kerstin Werner                          | 1:42:51 h0000  | SV Schlau.com Saar 05 SaarbrückenSusanne Hahn Marion Jakobs Gabriele Duchstein | 1:49:02 h0000    | LG Eintracht FrankfurtSimret Restle Katharina Heinig Katharina Grohmann                    | 1:50:22 h0000  |
| Halbmarathon                          | Irina Mikitenko (TV Wattenscheid 01)                                                     | 1:10:03 h0000  | Stephanie Beckmann (LG Leinfelden-Echterdingen)                                | 1:15:58 h0000    | Romy Spitzmüller (LAZ Leipzig)                                                             | 1:16:33 h0000  |
| Halbmarathon, Mannschaftswertung      | LG Leinfelden-EchterdingenStephanie Beckmann Nicole Ploog Kathrin Knodel                 | 3:58:25 h0000  | LG Domspitzmilch RegensburgMonika Hirt Katharina Kaufmann Melanie Hohenester   | 4:04:00 h0000    | Spiridon FrankfurtBirgitt Bohn Sandra Janisch Marlo De Vries                               | 4:10:02 h0000  |
| Marathon                              | Ilona Pfeiffer (LC Solbad Ravensberg)                                                    | 2:46:13 h0000  | Birgitt Bohn (Spiridon Frankfurt)                                              | 2:46:37 h0000    | Andrea Stengel (LG Domspitzmilch Regensburg)                                               | 2:49:02 h0000  |
| Marathon, Mannschaftswertung          | LG Domspitzmilch RegensburgAndrea Stengel Constanze Türk Monika Hirt                     | 8:30:35 h0000  | Spiridon FrankfurtBirgitt Bohn Anke Holljesiefken Solveig Pape                 | 8:57:59 h0000    | SV Saar 05 SaarbrückenMarion Jakobs Gabriele Duchstein Susanne Trenz                       | 9:08:13 h0000  |
| 100-km-Straßenlauf                    | Birgit Schönherr-Hölscher (PV-Triathlon Witten)                                          | 7:52:11 h0000  | Marion Braun (SV Germania Eicherscheid)                                        | 8:26:13 h0000    | Monika Belau (Harburger SC)                                                                | 8:45:07 h0000  |
| 100 m Hürden (Wind: ±0,0)             | Carolin Nytra (Bremer LT)                                                                | 13,24 s00      | Annette Funck (Hannover 96)                                                    | 13,25 s00        | Stephanie Lichtl (LAZ Salamander Kornwestheim)                                             | 13,40 s00      |
| 400 m Hürden                          | Ulrike Urbansky (Erfurter LAC)                                                           | 55,21 s00      | Tina Kron (SV Schlau.com Saar 05 Saarbrücken)                                  | 55,58 s00        | Jonna Tilgner (Bremer LT)                                                                  | 56,96 s00      |
| 3000 m Hindernis                      | Julia Hiller (LAC Quelle Fürth/München)                                                  | 10:11,47 min   | Verena Dreier (LG Sieg)                                                        | 10:12,48 min     | Melanie Schulz (TH Laufclub Erfurt)                                                        | 10:26,83 min   |
| 4 × 100 m Staffel                     | LG WeserberglandNina Giebel Jala Gangnus Cathleen Tschirch Nicole Marahrens              | 44,46 s00      | TV Wattenscheid 01Jasmin Kwadwo Katja Wakan Sandra Möller Karoline Köhler      | 44,93 s00        | TSV Bayer 04 LeverkusenAnne-Kathrin Elbe Sorina Nwachukwu Mareike Peters Katharina Naumann | 45,06 s00      |
| 4 × 400 m Staffel                     | TSV Bayer 04 LeverkusenSorina Nwachukwu Maike Wilden Natalie Mehring Caroline Dieckhöner | 3:38,35 min    | LT DSHS KölnClaudia Wehrsen Natalie Kleinwort Anne Schiffer Barbara Gähling    | 3:42,75 min      | SC NeubrandenburgSonja Kesselschläger Sabrina Krüger Julia Mächtig Maren Schwerdtner       | 3:43,16 min    |
| 3 × 800-m-Staffel                     | TV Wattenscheid 01Janina Goldfuß Kerstin Werner Monika Gradzki                           | 6:24,99 min    | TSV Bayer 04 LeverkusenSaskia Janssen Kerstin Marxen Annett Horna              | 6:29,25 min      | SC PotsdamAntje Möldner Katrin Trauth Agata Strausa                                        | 6:29,38 min    |
| 5000-m-Bahngehen                      | Ulrike Sischka (SV Halle)                                                                | 23:22,00 min   | Maja Landmann (PTSV Jahn Freiburg)                                             | 23:53,27 min     | Sonja Birkemeyer (SC Potsdam)                                                              | 24:19,33 min   |
| 20-km-Gehen                           | Sabine Zimmer (SC Potsdam)                                                               | 1:32:14 h0000  | Melanie Seeger (SC Potsdam)                                                    | 1:32:40 h0000    | Maja Landmann (PTSV Jahn Freiburg)                                                         | 1:44:10 h0000  |
| 20-km-Gehen, Mannschaftswertung       | SC PotsdamSabine Zimmer Melanie Seeger Sonja Birkemeyer                                  | 4:57:23 h0000  | nur 1 Mannschaft                                                               | nur 1 Mannschaft | in der Wertung                                                                             | in der Wertung |
| Hochsprung                            | Ariane Friedrich (LG Eintracht Frankfurt)                                                | 1,93 m         | Annett Engel (SC Potsdam)                                                      | 1,93 m           | Sophia Sagonas (LG Eintracht Frankfurt)                                                    | 1,80 m         |
| Stabhochsprung                        | Silke Spiegelburg (TSV Bayer 04 Leverkusen)                                              | 4,50 m         | Julia Hütter (LAZ Bruchköbel)                                                  | 4,45 m           | Carolin Hingst (USC Mainz)                                                                 | 4,40 m         |
| Weitsprung                            | Bianca Kappler (LC asics Rehlingen)                                                      | 6,67 m         | Urszula Gutowicz-Westhof (LG Nike Berlin)                                      | 6,61 m           | Sonja Kesselschläger (SC Neubrandenburg)                                                   | 6,32 m         |
| Dreisprung                            | Katja Demut (TuS Jena)                                                                   | 13,91 m        | Katja Pobanz (1. LAC Dessau)                                                   | 13,36 m          | Sandra Busch (LAC Berlin)                                                                  | 13,22 m        |
| Kugelstoßen                           | Petra Lammert (SC Neubrandenburg)                                                        | 19,30 m        | Nadine Kleinert (SC Magdeburg)                                                 | 17,90 m          | Nadine Beckel (ASC Düsseldorf)                                                             | 17,42 m        |
| Diskuswurf                            | Franka Dietzsch (SC Neubrandenburg)                                                      | 62,83 m        | Ulrike Giesa (LAC Quelle Fürth/München)                                        | 57,35 m          | Nadine Müller (Hallesche Leichtathletik-Freunde)                                           | 56,83 m        |
| Hammerwurf                            | Betty Heidler (LG Eintracht Frankfurt)                                                   | 74,94 m        | Kathrin Klaas (LG Eintracht Frankfurt)                                         | 70,58 m          | Andrea Bunjes (LG Eintracht Frankfurt)                                                     | 69,06 m        |
| Speerwurf                             | Christina Obergföll (LG Offenburg)                                                       | 66,59 m        | Annika Suthe (TSV Bayer 04 Leverkusen)                                         | 56,88 m          | Linda Stahl (TSV Bayer 04 Leverkusen)                                                      | 55,89 m        |
| Siebenkampf                           | Julia Mächtig (SC Neubrandenburg)                                                        | 5887 P         | Christine Schulz (TSV Bayer 04 Leverkusen)                                     | 5718 P           | Ulrike Hebestreit (SSV Ulm 1846)                                                           | 5654 P         |
| Siebenkampf, Mannschaftswertung       | LT DSHS KölnBarbara Gähling Maike Goldkuhle Christina Hunneshagen                        | 14.980 P       | TSV Bayer 04 LeverkusenChristine Schulz Natascha Rother Frauke Borscheid       | 14.654 P         | LG Eintracht FrankfurtSilke Bachmann Xenia Atschkinadze Nicola Herrlitz                    | 14.576 P       |
| Crosslauf – 5,3 km                    | Sabrina Mockenhaupt (Kölner Verein für Marathon)                                         | 17:22 min00    | Simret Restle (LG Eintracht Frankfurt)                                         | 17:48 min00      | Julia Hiller (LAC Quelle Fürth/München)                                                    | 18:24 min00    |
| Crosslauf, Mannschaftswertung         | LG Domspitzmilch RegensburgSusi Lutz Constance Türk Monika Hirt                          | Pl.-Ziff. 41   | TSV Bayer 04 LeverkusenSaskia Janssen Kerstin Marxen Annett Horna              | Pl.-Ziff. 67     | LG Eintracht FrankfurtSimret Restle Natascha Schmitt Nicola Berz                           | Pl.-Ziff. 69   |
| Berglauf – 10,5 km                    | Carmen Siewert (Greifswalder SV 04)                                                      | 54:24,11 min   | Veronika Ulrich (LG Neu-Isenburg/Heusenstamm)                                  | 54:33,45 min     | Birgit Unterberger (OSC Berlin)                                                            | 55:06,43 min   |
| Berglauf, Mannschaftswertung          | ASC Rosellen/NeussStefanie Buss Tanja Wimmer Angella Müller                              | 3:02:35,60 h00 | LG Domspitzmilch RegensburgEva Karg Monika Hirt Melanie Hohenester             | 3:12:56,96 h00   | SSC Hanau-RodenbachKerstin Straub Annette Straub Sevim Bozkurt                             | 3:15:14,92 h00 |

## Videolinks
- 100m Finale (Frauen) Deutsche Meisterschaften 2007 in Erfurt, youtube.com, abgerufen am 18. April 2021
- 200m Finale (Frauen) Deutsche Meisterschaften 2007 in Erfurt, youtube.com, abgerufen am 18. April 2021